# Потапьево
Потапьево — село в России, расположено в Пителинском районе Рязанской области. Является административным центром Потапьевского сельского поселения.

## Географическое положение
Потапьево расположено примерно в 5 км к северо-западу от центра посёлка Пителино на реке Пёт.

## История
Деревня Потапьево упоминается в окладных книгах церквей Шацкой десятины 1676 года.
В 1798 году в Потапьево был открыт приход церкви Рождества Христова. В конце XIX века село было административным центром Потапьевской волости Елатомского уезда Тамбовской губернии. В 1911 г. в селе было 520 дворов при численности населения 2999 человек. Имелись одноклассные школы: министерская мужская и церковно-приходская женская, а также четырёхклассная ремесленная школа.

## Население
| 2010 |
| ---- |
| 336  |

## Транспорт и связь
Село расположено на автомобильной дороге Р124 (Касимов — Шацк) и имеет регулярное автобусное сообщение с районным центром. 
В селе Потапьево имеется одноимённое сельское отделение почтовой связи (индекс 391620).

## Известные жители
В селе перед началом Великой Отечественной войны работал учителем писатель Борис Можаев.